# 妻の心
『妻の心』（つまのこころ）は、1956年5月3日に公開された日本映画。製作、配給は東宝。モノクロ、スタンダード。　

## 出演
- 富田こう：三好栄子
- 富田善一（こうの長男）：千秋実
- 富田かほる（長男の妻）：中北千枝子
- 富田瑠美子（長男の娘）：松山奈津子
- 富田信二（こうの次男）：小林桂樹
- 富田喜代子（次男の妻）：高峰秀子
- 富田澄子（こうの長女）：根岸明美
- 国夫（赤城屋の主人）：田中春男
- 定子（国夫の妻）：花井蘭子
- 竹村弓子：杉葉子
- 竹村健吉（弓子の兄）：三船敏郎
- 「はるな」の主人：加東大介
- 波子（主人の妻）：沢村貞子
- 福子（芸者）：北川町子
- すずめ（芸者）：北野八代子
- 小花（芸者）：塩沢登代路
- たね（喜代子の叔母）：本間文子
- 庄太郎（たねの息子）：土屋嘉男
- 芳子（庄太郎の妻）：河美智子
- 安田：桜井巨郎
- 渡辺：堤康久
- 田村：瀬良明
- 佐山：松尾文人
- 建築技師：佐田豊

## スタッフ
- 製作：藤本真澄、金子正且
- 脚本：井手俊郎
- 音楽：斎藤一郎
- 撮影：玉井正夫
- 美術：中古智
- 録音：藤好昌生
- 照明：石井長四郎
- 編集：大井英史
- チーフ助監督：梶田興治
- 監督：成瀬巳喜男

## 併映作品
『青い芽』
- 原作：石坂洋次郎／脚本：松山善三／監督：鈴木英夫／主演：雪村いづみ